# CCC Polsat Polkowice/Saison 2011
Dieser Artikel listet Erfolge und Mannschaft des Radsportteams CCC Polsat Polkowice in der Saison 2011 auf.

## Erfolge in der UCI Asia Tour
In der Saison 2011 gelangen dem Team nachstehende Erfolge in der UCI Asia Tour.
| Datum   | Rennen                         | Kat. | Fahrer         |
| ------- | ------------------------------ | ---- | -------------- |
| 3. Juli | 2. Etappe Tour of Qinghai Lake | 2.HC | Mateusz Taciak |

## Erfolge in der UCI Europe Tour
In der Saison 2011 gelangen dem Team nachstehende Erfolge in der UCI Europe Tour.
| Datum        | Rennen                                      | Kat. | Fahrer            |
| ------------ | ------------------------------------------- | ---- | ----------------- |
| 1. Mai       | Memoriał Andrzeja Trochanowskiego           | 1.2  | André Schulze     |
| 8. Mai       | 4. Etappe Szlakiem Grodów Piastowskich      | 2.1  | Marek Rutkiewicz  |
| 12. Juni     | Neuseen Classics – Rund um die Braunkohle   | 1.1  | André Schulze     |
| 17. Juni     | 2. Etappe Tour of Małopolska                | 2.2  | Marek Rutkiewicz  |
| 16.–18. Juni | Gesamtwertung Tour of Małopolska            | 2.2  | Tomasz Marczyński |
| 23. Juni     | Polnische Meisterschaft – Einzelzeitfahren  | CN   | Tomasz Marczyński |
| 26. Juni     | Polnische Meisterschaft – Straßenrennen     | CN   | Tomasz Marczyński |
| 30. Juni     | 2. Etappe Course de la Solidarité Olympique | 2.1  | André Schulze     |
| 26. Juli     | Prolog Dookoła Mazowsza                     | 2.2  | André Schulze     |
| 14. August   | Puchar Uzdrowisk Karpackich                 | 1.2  | Jacek Morajko     |
| 20. August   | Puchar Ministra Obrony Narodowej            | 1.2  | Tomasz Kiendyś    |

## Abgänge – Zugänge
| Zugänge          | Team 2010               | Abgänge                        | Team 2011 |
| ---------------- | ----------------------- | ------------------------------ | --------- |
| José Mendes      | LA Rota dos Móveis      | Krzysztof Jeżowski             | Bank BGŻ  |
| Błażej Janiaczyk | Mróz Active Jet         | Tomasz Lisowicz                | Bank BGŻ  |
| Jacek Morajko    | Mróz Active Jet         | Jarosław Rębiewski             | Bank BGŻ  |
| Marek Rutkiewicz | Mróz Active Jet         | Aleksander Dorozala            | Unbekannt |
| Mateusz Taciak   | Mróz Active Jet         | Adam Sznitko                   | Unbekannt |
| Mariusz Witecki  | Mróz Active Jet         | Marcin Tomaszewski             | Unbekannt |
| André Schulze    | PSK Whirlpool-Author    | Tomasz Repinski (bis 31. Juli) | Unbekannt |
| Paweł Charucki   | TKK Pacific Toruń       |                                |           |
| Rafał Ratajczyk  | MBK-Cycles-Scout (2006) |                                |           |

## Mannschaft
| Name                  | Geburtstag         | Nationalität |
| --------------------- | ------------------ | ------------ |
| Dariusz Batek         | 27. April 1986     | Polen        |
| Łukasz Bodnar         | 10. Mai 1982       | Polen        |
| Paweł Charucki        | 14. Oktober 1988   | Polen        |
| Adrian Honkisz        | 27. Februar 1988   | Polen        |
| Błażej Janiaczyk      | 27. Januar 1983    | Polen        |
| Sylwester Janiszewski | 24. Januar 1988    | Polen        |
| Tomasz Kiendyś        | 23. Juni 1977      | Polen        |
| Tomasz Marczyński     | 6. März 1984       | Polen        |
| Bartłomiej Matysiak   | 11. September 1984 | Polen        |
| José Mendes           | 24. April 1985     | Portugal     |
| Jacek Morajko         | 26. April 1981     | Polen        |
| Rafał Ratajczyk       | 5. April 1983      | Polen        |
| Marek Rutkiewicz      | 8. Mai 1981        | Polen        |
| André Schulze         | 21. November 1974  | Deutschland  |
| Tomasz Smoleń         | 3. Februar 1983    | Polen        |
| Mateusz Taciak        | 19. Juni 1984      | Polen        |
| Mariusz Witecki       | 10. Mai 1981       | Polen        |
| Kamil Zieliński       | 3. März 1988       | Polen        |

## Platzierungen in UCI-Ranglisten
UCI Asia Tour 2011
|      | Fahrer                | Punkte |
| ---- | --------------------- | ------ |
| 32.  | Mateusz Taciak        | 84     |
| 36.  | Tomasz Marczyński     | 81     |
| 87.  | André Schulze         | 37     |
| 91.  | Bartłomiej Matysiak   | 35     |
| 155. | Sylwester Janiszewski | 16     |
| 220. | José Mendes           | 9      |
| 253. | Marek Rutkiewicz      | 7      |
| 318. | Łukasz Bodnar         | 3      |
| 323. | Jacek Morajko         | 3      |

UCI Europe Tour 2011
|       | Fahrer                | Punkte |
| ----- | --------------------- | ------ |
| 36.   | André Schulze         | 218    |
| 66.   | Tomasz Marczyński     | 166    |
| 69.   | Marek Rutkiewicz      | 162    |
| 198.  | Łukasz Bodnar         | 81     |
| 280.  | Tomasz Smoleń         | 56     |
| 337.  | Bartłomiej Matysiak   | 47     |
| 384.  | Jacek Morajko         | 40     |
| 455.  | Tomasz Kiendyś        | 34     |
| 714.  | Błażej Janiaczyk      | 15     |
| 878.  | Sylwester Janiszewski | 8      |
| 1139. | José Mendes           | 3      |